# 2000年チェコ議会上院選挙
2000年チェコ議会上院選挙（2000ねんチェコぎかいじょういんせんきょ）は、中欧地域に位置するチェコ共和国の立法府上院である元老院を構成する議員を改選するため2000年11月12日（第1回）と19日（第2回）に投票が行われた選挙である。

## 選挙制度の概要
定数：81議席（うち改選議席は27議席）
- 選挙制度：小選挙区制（2回投票制）
  - 第1回投票：絶対多数の得票を得た候補が当選。絶対多数の得票を得た候補がいない場合は、1週間後に二回目の投票が行われる。
  - 第2回投票：第1回投票における上位候補2名で行われ、相対多数の得票を得た候補が当選。
- 選挙区：81選挙区（3分の1を2年毎に改選）
- 選挙権：18歳以上のチェコ共和国の国民
- 被選挙権：21歳以上のチェコ共和国の国民

## 選挙結果
- 投票日
  - 第1回投票：11月12日・・県議会選挙の投票も同日行われた。
  - 第2回投票：11月19日

|                | 第1回     | 第2回     |
| -------------- | --------- | --------- |
| 有権者数       | 2,730,142 | 2,633,794 |
| 投票用紙発行数 | 920,704   | 567,872   |
| 投票率         | 33.72     | 21.56     |
| 投票数         | 913,140   | 567,391   |
| 有効投票数     | 860,442   | 563,524   |
| 有効投票率     | 94.23     | 99.32     |

出所：チェコ統計局「Poll in election districts for 1st and 2nd rounds」（英語版）2010年5月12日閲覧
| 党派 | 議席数                      |
| --- | --------------------------- |
| 市民民主党 ODS | 8                           |
| チェコ社会民主党 ČSSD | 1                           |
| 4党連立 4KOALICE(Čtyřkoalice) - キリスト教民主連合-チェコスロバキア人民党 KDU-ČSL - 市民民主同盟 ODS - 自由同盟-民主同盟 US-DEU | 17 KDU-ČSL:8 ODS:1 US-DEU:8 |
| 独立候補 NK(Nezávislí kandidáti)                                                                                                | 1                           |
| 合計 | 27                          |

| 党派                                              | 議席数 | 議席率 |
| ------------------------------------------------- | ------ | ------ |
| 市民民主同盟 ODS                                  | 22     | 27.2   |
| キリスト教民主連合-チェコスロバキア人民党 KDU-ČSL | 19     | 23.5   |
| 市民民主党 ODA                                    | 16     | 19.8   |
| チェコ社会民主党 ČSSD                             | 15     | 18.5   |
| 無所属                                            | 9      | 11.1   |
| 合計                                              | 81     |        |

- 出所
  - 上院選挙－2000年（中東欧・旧ソ連諸国の選挙データ）2010年5月12日閲覧
  - 中田瑞穂「チェコ上院選挙結果」。ポスト社会主義諸国の政党・選挙データベース作成研究会編『ポスト社会主義諸国　政党・選挙ハンドブックⅡ』（京都大学地域研究統合情報センター）、17～19頁。
- 注：選挙結果は、選挙のために登録された選挙政党（volební strana）に依るものである。また選挙後の会派は、議員の所属会派に依るものであるため、「選挙政党」と所属会派は必ずしも一致するものではない。
- 政党の正式名称（チェコ語）
  - 市民民主党 ODS＝Občanská demokratická strana
  - チェコ社会民主党 ČSSD＝Čsl.sociální demokracie
  - 4党連立 4KOALICE(Čtyřkoalice)。中道4政党（KDU-ČSL、ODS、US-DEU）で構成された連合
    - キリスト教民主連合-チェコスロバキア人民党 KDU-ČSL＝Křesťanská a demokratická unie–Československá strana lidová
    - 市民民主同盟 ODA＝Občanská demokratická aliance
    - 自由同盟-民主同盟 US-DEU＝Unie svobody-Demokratická unie。自由同盟と民主同盟による連合